# Kasper Strömbäck
Kasper Strömbäck, född 1 september 1819 i Tensta socken, Uppsala län, död 24 februari 1898 i Stockholm, var en svensk präst.
Strömbäck blev student vid Uppsala universitet 1839, prästvigdes 1847 och var kyrkoherde i Öregrunds församling från  1872. Han var verksam som teologisk och historisk författare samt ordspråksamlare. Av hans skrifter kan nämnas Några förslag till kyrkliga reformer i Sverige (1861), Predikoutkast (1862—64), Fornåldriga samt främmande ovanliga ord i Bibeln (1862), Ny pastoralkalender (1863), Gamla Uppsala (1866) och Om slutorden i lagen enligt Luthers lilla katekes (1892). Han invaldes som associé av Kungliga Musikaliska Akademien 1860.